# Chromon
Chromon (1,4-benzopyron) je derivát benzopyranu s navázanou ketonovou skupinou na pyranovém jádru. Je to izomer kumarinu. Deriváty chromonu jsou označovány jako chromony. Většina z nich náleží mezi fenylpropanoidy. Některé mají využití v medicíně.

## Příklady chromonů
- 6,7-dimethoxy-2,3-dihydrochromon – izolován z keře Sarcolobus globosus z čeledi toješťovité.
- eukryfin – izolován z kůry Eucryphia cordifolia.[1]
- rohitukin – chromonový alkaloid s protizánětlivými imunitní systém modulujícími účinky, vyskytující se v kůře nebo i v listech některých tropických dřevin z čeledi zederachovité (Aphanamixis polystachya, Dysoxylum gotadhora), mořenovité (Schumanniophyton magnificum, S. problematicum) [2]
- tubastrain – první zjištěný metabolit mořských bezobratlých obsahující chromon. Byl izolován z korálu Tubastrea micrantha.[2]
- chrotakuminy – chromonové alkaloidy izolované z Dysoxylum acutangulum (zederachovité).[2]
- kassiadinin – chromonový alkaloid izolovaný z květů Senna siamea. Květy jsou používány při léčbě šílenství a astma a extrakt má antioxidační účinky.[2]
- stigmatellin – izolován z bakterie Stigmatella